# 阿泽姆格尔县
阿泽姆格尔县（Azamgarh district）是印度北方邦的一個縣，位於該國北部，面積4,054平方公里，識字率為72.69%，2011年人口4,616,509，人口密度為每平方公里1,139人。

## 外部連結
官方网站